# Szczudłów
Szczudłów – wieś w Polsce położona w województwie łódzkim, w powiecie łowickim, w gminie Łowicz.
Wieś arcybiskupstwa gnieźnieńskiego w powiecie orłowskim województwa łęczyckiego w końcu XVI wieku. Była wsią klucza zduńskiego arcybiskupów gnieźnieńskich. W latach 1975–1998 miejscowość administracyjnie należała do województwa skierniewickiego.